# Rio Drogul
O Rio Drogul é um rio da Romênia, afluente do Găldiţa, localizado no distrito de Alba.